# David Jacobs (tenis de mesa)
Dian David Michael Jacobs (Ujung Pandang, 21 de junio de 1977-Yakarta, 28 de abril de 2023) fue un deportista indonesio que compitió en tenis de mesa adaptado. Ganó dos medallas en los Juegos Paralímpicos de Verano, bronce en Londres 2012 y bronce en Tokio 2020.

## Palmarés internacional
| Juegos Paralímpicos | Juegos Paralímpicos   | Juegos Paralímpicos | Juegos Paralímpicos |
| Año                 | Lugar                 | Medalla             | Prueba              |
| ------------------- | --------------------- | ------------------- | ------------------- |
| 2012                | Londres (Reino Unido) | Medalla de bronce   | Individual 10       |
| 2020                | Tokio (Japón)         | Medalla de bronce   | Individual 10       |